# オセアニア区

オセアニア区

オセアニア区 （オセアニアく、Oceania ecozone）は、生物地理区の一区分名である。
オセアニアのうち、オーストラリア、ニュージーランド、ニューギニアを含むメラネシアの大部分及び、それらの周辺諸島をのぞいた残りの大洋の島々のエリアである。フィジー諸島及びポリネシアやミクロネシアの大部分が含まれ、日本の小笠原諸島もこのエリアに含まれる。
その面積は100万平方キロメートルで、孤島には固有種が多い。